# كريستينا سانشيز
كريستينا سانشيز (بالإسبانية: Cristina Sánchez)‏ هي ماتادورة إسبانية، ولدت في 20 فبراير 1972 في مدريد في إسبانيا.

## وصلات خارجية
- كريستينا سانشيز على موقع الموسوعة البريطانية (الإنجليزية)